# Romeri Villamizar
Romeri Isidro Villamizar Becerra (Caracas, 6 giugno 1995) è un calciatore venezuelano, centrocampista svincolato.

## Carriera

### Club
Cresciuto nel settore giovanile del Deportivo Táchira, esordisce in prima squadra il 14 marzo 2013 disputando l'incontro di Primera División perso per 1-3 contro il Petare. Il 23 gennaio 2019 fa il suo debutto nelle competizioni continentali, giocando l'incontro pareggiato per 1-1 contro gli ecuadoriani del Macará, valido per il primo turno della Coppa Libertadores. Nel dicembre 2021 firma un contratto con il Mineros de Zacatecas, formazione della seconda divisione messicana, con la quale entrerà a far parte della rosa dal 2022.

### Nazionale
Il 23 maggio 2013 viene convocato dalla nazionale venezuelana in vista dell'amichevole contro l'El Salvador, rimanendo in panchina per l'intera partita.

## Statistiche

### Presenze e reti nei club
Statistiche aggiornate al 7 gennaio 2022.
| Stagione                 | Squadra                  | Campionato               | Campionato | Campionato | Coppe nazionali | Coppe nazionali | Coppe nazionali | Coppe continentali | Coppe continentali | Coppe continentali | Altre coppe | Altre coppe | Altre coppe | Totale | Totale |
| Stagione                 | Squadra                  | Comp                     | Pres       | Reti       | Comp            | Pres            | Reti            | Comp               | Pres               | Reti               | Comp        | Pres        | Reti        | Pres   | Reti   |
| ------------------------ | ------------------------ | ------------------------ | ---------- | ---------- | --------------- | --------------- | --------------- | ------------------ | ------------------ | ------------------ | ----------- | ----------- | ----------- | ------ | ------ |
| mar.-mag. 2013           | Deportivo Táchira        | PD                       | 6          | 0          | CV              | 0               | 0               |                    | -                  | -                  |             | -           | -           | 6      | 0      |
| 2013-2014                | Deportivo Táchira        | PD                       | 14         | 0          | CV              | 0               | 0               |                    | -                  | -                  |             | -           | -           | 14     | 0      |
| 2014-2015                | Deportivo Táchira        | PD                       | 4          | 0          | CV              | 0               | 0               |                    | -                  | -                  |             | -           | -           | 4      | 0      |
| 2015                     | Deportivo Táchira        | PD                       | 3          | 0          | CV              | 0               | 0               | CL                 | 0                  | 0                  |             | -           | -           | 3      | 0      |
| 2016                     | Deportivo Táchira        | PD                       | 0          | 0          | CV              | 0               | 0               | CL                 | 0                  | 0                  |             | -           | -           | 0      | 0      |
| Totale Deportivo Táchira | Totale Deportivo Táchira | Totale Deportivo Táchira | 27         | 0          |                 | 0               | 0               |                    | 0                  | 0                  |             | -           | -           | 27     | 0      |
| 2016                     | Petare                   | PD                       | 11         | 0          | CV              | 0               | 0               |                    | -                  | -                  |             | -           | -           | 11     | 0      |
| 2017                     | Deportivo Táchira        | PD                       | 0          | 0          | CV              | 0               | 0               |                    | -                  | -                  |             | -           | -           | 0      | 0      |
| 2018                     | Deportivo Táchira        | PD                       | 21         | 2          | CV              | 1               | 1               | CL                 | 3                  | 0                  |             | -           | -           | 25     | 3      |
| 2019                     | Deportivo Táchira        | PD                       | 2          | 0          | CV              | 0               | 0               |                    | -                  | -                  |             | -           | -           | 2      | 0      |
| Totale Deportivo Táchira | Totale Deportivo Táchira | Totale Deportivo Táchira | 23         | 2          |                 | 1               | 1               |                    | 3                  | 0                  |             | -           | -           | 27     | 3      |
| 2019                     | Zamora FC                | PD                       | 10         | 0          | CV              | 2               | 0               |                    | -                  | -                  |             | -           | -           | 12     | 0      |
| 2020                     | Zamora FC                | PD                       | 8          | 0          | CV              | 0               | 0               | CS                 | 0                  | 0                  |             | -           | -           | 8      | 0      |
| 2021                     | Zamora FC                | PD                       | 18         | 1          | CV              | 0               | 0               |                    | -                  | -                  |             | -           | -           | 18     | 1      |
| Totale Zamora            | Totale Zamora            | Totale Zamora            | 36         | 1          |                 | 2               | 0               |                    | 0                  | 0                  |             | -           | -           | 38     | 1      |
| gen.-mag. 2022           | Mineros de Zacatecas     | LdE                      | 0          | 0          |                 | -               | -               |                    | -                  | -                  |             | -           | -           | 0      | 0      |
| Totale carriera          | Totale carriera          | Totale carriera          | 97         | 3          |                 | 3               | 1               |                    | 3                  | 0                  |             | -           | -           | 103    | 4      |

## Palmarès

### Club

#### Competizioni nazionali
- Campionato venezuelano: 1

Deportivo Táchira: 2014-2015